# Tombi Bell
Tombi Bell (19 de abril de 1979) es un baloncestista profesional estadounidense, que jugó para el Lince de Minnesota del WNBA.

## Carrera de baloncesto

### Instituto
Bell jugó para Miami Norland Instituto Sénior, y durante su permanencia allí, era uno de los jugadores superiores en su condado.

### Juego universitario
Bell jugó para la Florida Gators de 1997 a 2001. Esté presentada en un abril 2001 artículo para El Gainesville Sol.

### Profesional
Bell estuvo contratado por el Lince de Minnesota en 2001.

### Carrera postjuego
Bell pasó la temporada 2005-2006 como ayudante de entrenador en los Huracanes de Miami. Más tarde, se convirtió en árbitro certificado de la NCAA y oficial certificado de la FIBA.

## Personal
Bell se graduó de Florida con un título de licenciatura en Ciencias del Deporte y el ejercicio con una especialización en administración de deporte en 2002. Bell es la hermana del jugador de NBA, Raja Bell. Para el 2013, Bell es profesora de educación física en #PALO de Martí del José 6-12 Academia.